# Palazzo Giuseppe Ciaburro
Il palazzo Giuseppe Ciaburro è un palazzo sito nel comune di Cerreto Sannita. 
Attualmente è sede degli uffici della Comunità montana Titerno e Alto Tammaro.

## Storia
Il palazzo fu costruito subito dopo il terremoto del 5 giugno 1688 da Giuseppe Ciaburro, chierico coniugato e abate, per ospitare la sua famiglia costituita dai fratelli Giovanni Antonio, Gabriele, Nicola, Diadora e Francesco. 
Il suolo su cui fu costruito l'edificio venne acquistato dall'Universitas e costò 20 ducati e 13 carlini.
I Ciaburro esercitavano, come gran parte dei cerretesi dell'epoca, il commercio e l'industria dei panni lana. 
Alla morte di Giuseppe Ciaburro fu redatto un inventario del suo patrimonio che comprendeva 5.100 pecore, 205 capre, 24 zimmarri, 175 caprette, 85 giumente, 24 cavalli, 76 vacche, crediti da esigere per un totale di 2.000 ducati e numerosi altri beni mobili e immobili.
I fratelli Ciaburro si adoperarono per ricostruire la chiesa di San Giuseppe, rasa al suolo dal sisma del 1688 che trovava posto di fronte al palazzo. Giuseppe nel suo testamento scriveva di «avere ampliata la chiesa di San Giuseppe, fatto il pavimento, suffitto, quadri, confessionale, altare di marmo, altare di S. Tommaso, sepoltura, e tutti gli utensilj sagri, spendendo 1.700 ducati se hanno bastati».
Nel XIX secolo il palazzo passò prima ai Capuano, poi ai Biondi ed infine ai Del Vecchio che negli anni 1990 lo hanno alienato alla Comunità montana del Titerno. 
Dal 15 luglio 1861 al 1991 ha ospitato la caserma dei Carabinieri quando si è trasferita nel moderno edificio di via Coste. 
Attualmente è sede degli uffici della Comunità montana Titerno Alto Tammaro.

## Descrizione
L'esterno è stato in gran parte modificato con la creazione del secondo piano dove precedentemente erano siti degli oculi in tufo grigio lavorato simili a quelli ancora oggi esistenti su Palazzo Giordani in piazza Roma. 
Il portale, con bugne a cuscinetto alternate, fu eseguito da un certo mastro Lorenzo soprannominato Aucelluccio che lo costruì sostituendo il vecchio che venne messo verso il  giardino.
Al pianno terra erano le stalle e i depositi. 
Una scala conduce alla grande cantina, edificata scavando la pietra. 
Il piano superiore conserva la loggia verso il cortile ed alcuni ambienti interni mentre verso il giardino si può notare l'ampio loggiato murato con colonne di ordine dorico.